# ميت لوف
مايكل لي أداي (بالإنجليزية: Michael Lee Aday)‏ ولد باسم مارفن لي أداي (بالإنجليزية: Marvin Lee Aday)‏ ولد بتاريخ 27 سبتمبر 1947، هو موسيقي وممثل أمريكي معروف أكثر باسمه الفني ميت لوف (بالإنجليزية: Meat Loaf)‏.
اشتهر ميت لوف بثلاتية ألبومات Bat Out of Hell (بالعربية: بات أوت أوف هيل) التي تتألف من: بات أوت أوف هيل، بات أوت أوف هيل II: العودة للجحيم وبات أوت أوف هيل III: الوحش واهي جدا. ألبوم بات أوت أوف هيل باع أكثر من 43 مليون نسخة في جميع أنحاء العالم، وبعد 35 عاماً منذ صدور الألبوم فإن مبيعاته لاتزال تقدر ب 200,000 نسخة سنوياً، واستطاع الألبوم الخفاش خارج من الجحيم أن يصمد على قوائم ترتيب مبيعات الألبومات حول العالم لمدة 9 سنوات، ما جعله واحد من أكثر الألبومات مبيعا على الإطلاق. وهو معروف بصوته القوي الأوبرالي واسع النطاق وبعروضه الحية في الحفلات الموسيقية.

## روابط خارجية
- ميت لوف على موقع IMDb (الإنجليزية)
- ميت لوف على موقع قاعدة بيانات الأفلام العربية
- ميت لوف على موقع ألو سيني (الفرنسية)
- ميت لوف على موقع ميوزك برينز (الإنجليزية)
- ميت لوف على موقع رولينغ ستون (الإنجليزية)
- ميت لوف على موقع أول موفي (الإنجليزية)
- ميت لوف على موقع قاعدة بيانات برودواي على الإنترنت (الإنجليزية)
- ميت لوف على موقع قاعدة بيانات الأفلام السويدية (السويدية)
- ميت لوف على موقع إن إن دي بي (الإنجليزية)
- ميت لوف على موقع أول ميوزيك (الإنجليزية)
- ميت لوف على موقع أول ميوزيك (الإنجليزية)